# Chichica (Panama)
Pour les articles homonymes, voir Chichica.
Munängätäte ou Chichica est un corregimiento situé dans le district de Müna, dans la comarque Ngöbe-Buglé, au Panama. En 2010, la localité comptait 5 368 habitants.

## Démographie
En 2010 Munängätäte avait une population de 5 368 habitants selon les données de l'Instituto Nacional de Estadística, et une superficie de 58,8 km2 ce qui équivaut à une densité de population de 64,91 habitants par km2.

### Statistiques ethniques
- 95,68 % de chibchas[5]
- 3,97 % de campesinos
- 0,35 % d'afro-panaméens[5]

La population est majoritairement Ngäbe, avec pour une certaine partie des origines buglés.